# Témacine (distrito)
Témacine é um distrito localizado na província de Ouargla, Argélia, e cuja capital é a cidade de mesmo nome. A população total do distrito era de 34 607 habitantes, em 2008.

## Comunas
O distrito está dividido em duas comunas:
- Témacine
- Balidat Ameur